# جورج فرانكلين موريس
جورج فرانكلين موريس (بالإنجليزية: George Franklin Morris)‏ هو محامي وقاضي أمريكي، ولد في 13 أبريل 1866، وتوفي في 1953.